# Chanat Mongolii
Chanat Mongolii – określenie państwa mongolskiego w latach 1911–1924, pomiędzy ogłoszeniem niepodległości a proklamacją Mongolskiej Republiki Ludowej.
Na początku XX wieku Chiny zaczęły zacieśniać swoją kontrolę nad Mongolią Zewnętrzną i rozpoczęły jej kolonizację. Spowodowało to zwrócenie się mongolskich książąt w stronę Rosji. W 1911 roku wybuchła w Chinach antycesarska rewolucja. Korzystając z zamętu, Mongolia Zewnętrzna ogłosiła przy wsparciu Rosji niepodległość. Utworzono teokratyczny rząd na czele z Bogda Chanem. Po rosyjsko-chińskich negocjacjach Mongolia Zewnętrzna została w 1915 roku uznana za część Chin, jednak rząd chiński zgodził się na jej autonomię. Gdy w Rosji wybuchła rewolucja komunistyczna, do Mongolii Zewnętrznej wkroczyły wojska chińskie i obaliły w 1919 roku Bogda Chana.

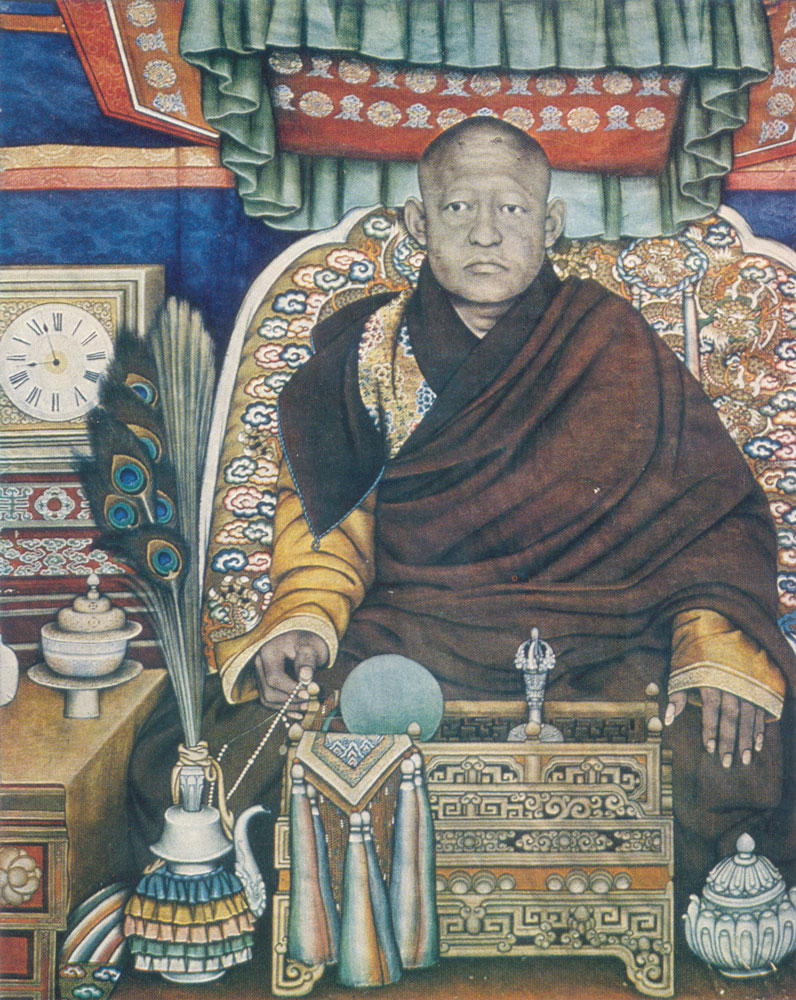
Bogda Chan

W 1921 roku armia antybolszewickich Rosjan pod wodzą Romana von Ungern-Sternberga, wraz z nielicznymi oddziałami książąt mongolskich, zdobyła stolicę kraju Urgę (obecnie Ułan Bator) i opanowała większość kraju, zapoczątkowując ogólnonarodowe powstanie przeciw Chinom. Na tronie ponownie osadzony został Bogda Chan. W lipcu 1921 Armia Czerwona pod pretekstem pomocy grupce rewolucjonistów Suche Batora zajęła siłą Mongolię Zewnętrzną, rozbijając wojska Ungerna i mongolskie. Ustanowiony został rząd komunistyczny, jednak zachowano ustrój teokratyczny i władzę Bogda Chana.
Po śmierci Bogda Chana w 1924 roku proklamowano utworzenie Mongolskiej Republiki Ludowej.